# بارانتشينسكيي
بارانتشينسكيي (بالروسية: Баранчинский) هي مدينة في مقاطعة سفيردلوفسك أوبلاست في روسيا.
يبلغ عدد سكانها حوالي 10881 نسمة.